# Зубной техник
Зубной техник — техническая профессия в современной стоматологии, заключающаяся в непосредственном изготовлении различных протезов зубов, частей лица и лицевого скелета. Зубной техник работает в зуботехнической лаборатории. Он сотрудничает с врачом-стоматологом, который заказывает и устанавливает протезы пациентам. Основным рабочим местом зубного техника является зуботехнический стол.

## Описание профессии
Зубной техник — одна из профессий в современной стоматологии, входит в понятие дантист. Зубных техников часто путают с зубными врачами, или стоматологами. Однако в отличие от стоматологов или зубных врачей, зубной техник не встречается с пациентами. Иногда в исключительных случаях такая встреча бывает необходима. Чаще всего пациенты стоматологических клиник попадают в зуботехническую лабораторию для коррекции цвета зубных протезов, замены матриц аттачменов в бюгельных протезах, или для починки съёмного протеза.

## Виды деятельности
Зубной техник — это непосредственный изготовитель различных протезов зубов, частей лица и лицевого скелета, которые в дальнейшем устанавливают пациентам врачи-стоматологи, чаще всего это протезы зубов. Зубной техник работает в зуботехнической лаборатории, в которой производит различные виды зубных протезов, ортодонтических аппаратов и челюстно-лицевых конструкций. Основным рабочим местом зубного техника является зуботехнический стол — особый стол с встроенным вентиляционным оборудованием, специальным освещением, оснащенный микромотором и другими приборами.
Зубные техники могут специализироваться на определенных видах протезирования или процессах. Например:
- Съемное протезирование — изготовление полных или частичных съемных протезов из пластика или металла.
- Несъемное протезирование — изготовление коронок, мостов, виниров и имплантатов из металла, керамики или композитов.
- Ортодонтическое протезирование — изготовление брекет-систем, капп, трейнеров и других аппаратов для исправления прикуса и положения зубов.
- Челюстно-лицевое протезирование — изготовление протезов глаза, носа, уха, щеки и других частей лица при потере или повреждении органов или тканей.
- Оператор CAD/CAM систем — работа с компьютерными программами для проектирования и фрезерования протезов и конструкций.

По процессам: литье металлов и пластмассы (полимеров), отливка моделей и гипсовка в артикулятор, окклюдатор, моделировка каркасов несъёмных протезов и обработка металла.
Современная зуботехническая лаборатория может быть организована как мануфактура, где над изготовлением одного протеза конкретному пациенту трудится от 3-х до 15 человек. В лабораториях, организованных не по принципу мануфактуры, над изготовлением одного протеза конкретному пациенту может трудиться один или два человека.

## Особенности профессии
Зубной техник — профессия в основном техническая, сходная по своей сути с профессиями ювелира и часовщика (например, в Германии зубные техники отнесены к работникам точной механики вместе с ювелирами и часовщиками и не считаются медицинскими работниками). Несмотря на то, что производство зубных протезов и других устройств и приспособлений, изготавливаемых зубными техниками, работа техническая, зубных техников можно отнести к художникам или скульпторам, так как любое изделие всегда индивидуально и моделируется в основном вручную. Каждое изделие должно быть: функциональным, точным и эстетичным. Требования к эстетике со стороны пациентов заставляют зубного техника владеть художественной моделировкой и цветопередачей. Основной материал моделирования — зуботехнический воск. С восковой моделировки протезов начинают обучение зубных техников. Большинство изделий зубной техник сначала моделирует в воске и лишь затем переводит в материал протеза (металл, пластмасса, композит, керамика). В своей работе использует знания химии, физики (например, физики процессов, происходящих с металлом во время литья), математики (при расчёте количества ингредиентов для различных многокомпонентных материалов или точек анатомических ориентиров), анатомии (в основном это знания анатомия зубов, зубных рядов, костей черепа, но может быть также анатомия глаза, носа, ушей, лицевых мышц и костей, в случае изготовления протезов частей лица.), использует слесарное дело, фрезерное дело, граверное дело, навыки сварщика, химика-гальваника, литейщика металлов, а на современном этапе развития профессии и компьютерную 3D-графику, CAD/CAM технологии, 3D-печать.

## Обучение профессии
Зубные техники обучаются в учебных заведениях Министерств образования разных стран бывшего СССР.
Срок обучения 2-3 года и может быть как средне-специальное медицинское, так и высшее (бакалавр).